# Банкс (остров, Британская Колумбия)
Банкс (англ. Banks Island) — остров у побережья провинции Британская Колумбия (Канада). Шестой по величине остров Британской Колумбии.

## Этимология
В 1788 году Чарльз Данкан, капитан торгового судна «Принсесс Ройал», назвал остров в честь Джозефа Банкса, который был участником исследовательских экспедиций Джеймса Кука 1768—1771 годов, а затем президентом Лондонского Королевского общества.

## География
Остров расположен к югу от города Принс-Руперт, восточнее островов Хайда-Гуаи (через пролив Хекате). От лежащих восточнее островов Мак-Коли и Питт отделён лишь узким проливом Принсипи. К югу от острова находятся острова Эстеван. Площадь острова составляет 990 км², длина береговой линии — 288 км. Остров имеет вытянутую форму: длина острова 72 км, ширина от 9,7 до 18 км.

## История
В конце августа 1787 года британские мехоторговцы Джеймс Колнетт и Чарльз Данкан на двух судах («Принс-Уэльс» и «Принсесс-Ройал») прибыли на остров Банкс. Корабли встали на якорь в бухте Каламити у южной оконечности острова (которую они назвали Порт-Болл). Суда находились в бухте на ремонте одиннадцать недель. В течение этого времени происходили вооружённые стычки между местными индейцами цимшианами и экипажами кораблей. В результате применения британцами мушкетов и артиллерии много индейцев было убито, ранено и взято в плен.
С помощью шлюпок экипажами кораблей была проведена разведка и картографирование водных путей и побережья в окрестностях острова, в том числе проливов Принсипи, Дуглас и Ларедо. Испанский исследователь Джасинто Каамано исследовал и нанёс на карту этот район тихоокеанского побережья в 1792 году, пройдя на корвете «Аранзазу» по проливу Принсипи. Каамано помогли в его работе копии карт, выполненных Колнеттом. Несколько островов и проливов обязаны своим названием Каамано, в том числе острова Кампания и Аристазабал.